# 聖伊西德羅 (喬盧特卡省)
聖伊西德羅（西班牙語：San Isidro），是洪都拉斯的城鎮，位於該國南部，由喬盧特卡省負責管轄，面積70.30平方公里，海拔高度515米，2001年人口3,384，人口密度每平方公里48.14人。
13°38′0″N 87°18′0″W / 13.63333°N 87.30000°W